# Dème de Sérvia
Le dème de Sérvia, en grec moderne : Δήμος Σερβίων / Dímos Servíon, est un dème du district régional de Kozáni, en Macédoine-Occidentale, Grèce. 
Le dème actuel résulte de la scission, en 2019, du dème de Sérvia-Velvendós, dans le cadre du programme Clisthène I.
Selon le recensement de 2011, la population du dème compte 8 611 habitants, tandis que celle de la ville de Sérvia s'élève à 2 980 habitants.